# Женщина в доме напротив девушки в окне
«Женщина в доме напротив девушки в окне» (англ. The Woman in the House Across the Street from the Girl in the Window) — американский мини-сериал, созданный Рэйчел Рамрас, Хью Дэвидсоном и Ларри Дорфом и представляющий собой пародию на детективы и психологические триллеры. Главные роли сыграли Кристен Белл, Майкл Или, Том Райли, Мэри Холланд, Кэмерон Бриттон и Самсара Йетт. Премьера сериала, состоящего из 8 серий, состоялась 28 января 2022 года на Netflix. Он получил неоднозначные отзывы критиков, однако игра Белл удостоилась высоких оценок.

## Сюжет
Главная героиня сериала — Анна, которая из-за непростого периода в жизни проводит всё время у окна с бокалом вина. Однажды она видит жестокое убийство, но ей никто не верит. Поэтому женщине приходится самой начать расследование.
В названии сериала заключена пародийная отсылка к фильму 2021 года «Женщина в окне», героиня которого, тоже Анна, постоянно сидит дома, следит за соседями и становится свидетельницей преступления.

## В ролях
В главных ролях
- Кристен Белл — Анна
- Майкл Или — Дуглас, бывший муж Анны
- Том Райли — Нил, сосед Анны
- Мэри Холланд — Слоан, лучшая подруга Анны
- Кэмерон Бриттон — Бьюэлл
- Самсара Йетт — Эмма, 9-летняя дочь Нила

Второстепенный состав
- Бренда Ку — Кэрол, соседка Анны
- Шелли Хенниг — Лиза, девушка Нила
- Кристина Энтони — детектив Бекки Лейн
- Бенджамин Леви Агилар — Рекс, стриптизёр

Приглашённые актёры
- Эппи Пратт — Элизабет, 8-летняя дочь Анны
- Брендан Дженнингс — Зверский Майк, серийный убийца-каннибал
- Джанина Гаванкар — Мередит, жена Нила
- Нитья Видьясагар — Хилари, сестра Мередит
- Николь Пуллиам — Клэр, коллега Дугласа
- Линдон Смит — мисс Патрик, убитая учительница
- Джим Раш — бортпроводник
- Гленн Клоуз — пассажирка на месте 2А

## Эпизоды
| № | Название                      | Режиссёр     | Автор сценария                           | Дата премьеры  |
| --- | ----------------------------- | ------------ | ---------------------------------------- | -------------- |
| 1 | «Первая серия» «Episode 1»    | Майкл Леманн | Рэйчел Рамрас, Хью Дэвидсон и Ларри Дорф | 28 января 2022 |
| Анна, разведённая женщина из Кентербери-Хилл, постоянно сидит дома и пьёт вино, глядя в окно. Она слышит доносящиеся с чердака странные звуки, заставляющие её поверить в существование монстров. В галлюцинациях Анна видит свою дочь Элизабет, умершую три года назад, и однажды даже приезжает в халате в школу, думая, что везёт девочку на учёбу. Она отказывается от свидания вслепую, организованного соседкой Кэрол. Анна узнаёт, что в дом напротив переехал симпатичный мужчина по имени Нил с дочерью Эммой. Она посещает могилу дочери, надпись на надгробии гласит: «Если бы любовь могла спасти тебя, ты бы жила вечно». Эмма продает Анне несколько шоколадок. Выясняется, что у Анны иррациональный страх перед дождём. Ей мерещится секс с Нилом, на следующий день она ужинает вместе с соседями и начинает с ними сближаться. |                               |              |                                          |                |
| 2 | «Вторая серия» «Episode 2»    | Майкл Леманн | Рэйчел Рамрас, Хью Дэвидсон и Ларри Дорф | 28 января 2022 |
| Анна удивлена и расстроена появлением Лизы, девушки Нила. Психотерапевт Анны призывает её по телефону перестать запивать таблетки вином, но она игнорирует советы. Выясняется, что три года назад тогдашний муж Анны Дуглас взял дочь с собой на работу, и девочку убил и съел серийный убийца-каннибал Зверский Майк. Подруга Анны Слоан предлагает ей снова начать писать картины для художественной галереи. Та пытается рисовать, но рвёт картину шпателем, а затем набрасывается на Кэрол, которая прежде в магазине обсуждала её пагубные привычки. Анна снова посещает могилу Элизабет, и на надгробии теперь написано: «На небесах ты можешь танцевать так, будто никто не смотрит». Анна изучает страницу Лизы в Instagram и решает, что Лиза изменяет Нилу с другим парнем, Рексом. Она добавляется к Рексу в подписчики, создав новый профиль с селфи в нижнем белье. Вскоре после этого Анна видит в окне, как Лизу убивают в доме Нила. Она бросается на помощь, но теряет сознание под дождем.                                                                                       |                               |              |                                          |                |
| 3 | «Третья серия» «Episode 3»    | Майкл Леманн | Рэйчел Рамрас, Хью Дэвидсон и Ларри Дорф | 28 января 2022 |
| Придя в себя, Анна узнает от детектива Лейн, что нет никаких доказательств убийства. Не поверив этому, она пытается сама разгадать тайну и проникает в дом Нила, где находит серёжку Лизы. Нил застаёт Анну и заявляет, что Лиза, работающая стюардессой, улетела в Сиэтл. По предложению Слоан Анна начинает посещать группу поддержки. Она узнаёт, что авиакомпания Лизы не летает в Сиэтл, и рассказывает о своём расследовании Лейн, но та ей по-прежнему не верит. Лейн говорит, что была младшим детективом по делу Зверского Майка, и выражает сожаление, что не убила его прежде, чем он убил Элизабет. Анна, продолжая подозревать Нила, использует идентификационный номер Дугласа в ФБР, чтобы получить доступ к профилям Лизы и Рекса. |                               |              |                                          |                |
| 4 | «Четвёртая серия» «Episode 4» | Майкл Леманн | Гильем Клуа, Хорди Вальехо, Ориол Паоло  | 28 января 2022 |
| Анна узнаёт, что Нила подозревали в смерти его жены Мередит, но доказательств тогда не нашлось. Она навещает сестру Мередит по имени Хилари и выясняет, что учительница Эммы, мисс Патрик, погибла во время школьной экскурсии на маяк через 12 дней после смерти Мередит. Нил сопровождал детей в этой поездке, и это усиливает подозрения Анны. Вернувшись домой, Анна видит, что Нил уходит с большой сумкой. Думая, что он избавляется от трупа Лизы, Анна следует за ним, но выясняется, что в сумке кукла-чревовещатель, с которой Нил выступает в баре. Анне звонят из ФБР с информацией о Рексе, но в этот самый момент Рекс нападает на неё. |                               |              |                                          |                |
| 5 | «Пятая серия» «Episode 5»     | Майкл Леманн | Рэйчел Рамрас, Хью Дэвидсон и Ларри Дорф | 28 января 2022 |
| Рекс угрожает Анне и заставляет её написать сообщение мужу с просьбой заехать в магазин за хлебом, чтобы отсрочить его приезд. Он рассказывает, что Лиза, известная ему как Честити, была барменом в клубе, где он работал стриптизёром. Вдвоём Честити и Рекс выманивали деньги у состоятельных мужчин, и Нил, богатый вдовец, был их последней целью. Рекс решил выйти из игры, когда узнал, что у Нила есть дочь, но Честити сначала пригрозила свалить на него всю вину за аферы, а потом перестала выходить на связь. В этот момент появляется Лейн и выдает Анне судебный приказ, запрещающий приближаться к Нилу. После её ухода приезжает Дуглас, который беспокоится об Анне (в его машине сидит женщина). Анна рассказывает Рексу о своем разводе, у героев появляется симпатия, и они проводят ночь вместе. Тем временем в парке находят расчленённый труп Лизы/Честити. |                               |              |                                          |                |
| 6 | «Шестая серия» «Episode 6»    | Майкл Леманн | Рэйчел Рамрас, Хью Дэвидсон и Ларри Дорф | 28 января 2022 |
| На следующее утро полиция арестовывает Рекса в доме Анны за убийство Честити. Он настаивает на своей невиновности, но Лейн даёт Анне послушать запись разговора, в котором Рекс угрожает Честити смертью. Анна пытается начать жизнь с чистого листа, выливает все вино и выбрасывает таблетки. Она идёт на маникюр со Слоан, которой предложили работу в художественной галерее в Сохо. Вернувшись, Анна накладывает повязку на рану Бьюэлла (рабочего, который постоянно что-то чинит на улице), а затем посещает могилу Элизабет в день её рождения. Теперь на надгробии написано «На небесах нет „я“». Она находит на могиле поздравительную открытку от Дугласа и встречает Нила и Эмму, которые были на похоронах Честити. Дома Анна начинает рисовать, но её прерывает Лейн, которая рассказывает, что Рекса освободили благодаря железному алиби. Полиция находит орудие убийства — шпатель, такой же, как те, которыми пользуется Анна. В ходе обыска в её доме находят портрет Анны, Эммы и Нила с надписью «Идеальная семья», причём Анна не помнит, как это рисовала. Её арестовывают. |                               |              |                                          |                |
| 7 | «Седьмая серия» «Episode 7»   | Майкл Леманн | Рэйчел Рамрас, Хью Дэвидсон и Ларри Дорф | 28 января 2022 |
| В тюрьме Лейн допрашивает Анну. Та рассказывает, что достигла успеха как художница, нарисовав свою собаку в виде Моны Лизы, после чего стала придавать чужим питомцам облик шедевров живописи. Во время беременности Анне прописали строгий постельный режим, Дуглас нанял Бьюэлла, чтобы тот изготовил для неё мольберт, и она начала рисовать цветочные букеты. Отпечатки пальцев Анны совпадают с отпечатками на шпателе; ей мерещится, что она ударила Лизу ножом. На следующий день Слоан вносит залог за Анну. Нил угрожает Анне револьвером и требует держаться подальше от него и дочери. Опечаленная Анна звонит своему психотерапевту, и выясняется, что это Дуглас. Поднявшись на чердак, она находит порванную картину с изображением Честити и жилую комнату; Анна понимает, что там живёт Бьюэлл, который и мог убить Честити. В окно она видит, как Бьюэлл с гвоздодёром в руках идёт к дому Нила. |                               |              |                                          |                |
| 8 | «Восьмая серия» «Episode 8»   | Майкл Леманн | Рэйчел Рамрас, Хью Дэвидсон и Ларри Дорф | 28 января 2022 |
| Анна преодолевает свой страх перед дождём и бросается за Бьюэллом, чтобы спасти Эмму. В доме она обнаруживает тяжелораненого Бьюэлла и труп Нила. Вооружённая окровавленным ножом Эмма рассказывает, что зарезала отца, так как ей не нравилась кукла-чревовещатель. Это она перерезала горло Лизе за отказ покупать шоколадки, убила беременную мать, потому что хотела остаться единственным ребёнком, и столкнула с маяка учительницу. В драке Анна убивает Эмму, в это время приезжает Дуглас. В больнице Лейн и Кэрол извиняются перед Анной за то, что не поверили ей. Спустя несколько дней Анна разрешает выжившему Бьюэллу продолжать жить на её чердаке. Слоан устраивает успешную выставку и принимает предложение работать в Нью-Йорке. Дуглас и Анна мирятся под дождём. Год спустя Анна, у которой уже есть новорождённая дочь от Дугласа, летит в Нью-Йорк, чтобы навестить Слоан. Во время полета она видит в уборной труп своей соседки. Бортпроводник не находит труп и говорит, что место рядом с Анной не занято. Героиня начинает разбираться в новой загадке.                |                               |              |                                          |                |

## Создание и оценки
Netflix заказал мини-сериал «Женщина в доме напротив девушки в окне», включающий восемь получасовых эпизодов, 20 октября 2020 года. Шоураннерами стали Рейчел Рамрас, Хью Дэвидсон и Ларри Дорф, исполнительными продюсерами — Кристен Белл (исполнительница главной роли), Уилл Феррелл, Джессика Элбаум и Бритни Сигал. Производством занималась компания Gloria Sanchez Productions. К актёрскому коллективу в феврале 2021 года присоединился Том Райли, в марте — Мэри Холланд, Шелли Хенниг, Кристина Энтони, Самсара Йетт, Кэмерон Бриттон и Бенджамин Леви Агилар.
Съёмки проходили в Лос-Анджелесе с марта по май 2021 года. Премьера состоялась 28 января 2022 года на Netflix.
На сайте-агрегаторе отзывов Rotten Tomatoes сериал получил рейтинг 57 % со средней оценкой 6 из 10. На сайте Metacritic его оценили на 49 баллов из 100, что означает «смешанные или средние отзывы». Читра Рамасвами (The Guardian) дала сериалу две звезды из пяти, раскритиковав смешение разных интонаций как «в лучшем случае нелепое». Владислав Шуравин («Фильм.ру») охарактеризовал «Женщину в доме» как «детективную пародию, которая не знает, над чем смеяться», и оказывается слишком неоследовательной: начав с высмеивания жанровых штампов, она переходит к их использованию всерьёз. Того же мнения придерживается и Наталья Серебрякова («Ведомости»).
Алексей Литовченко («Кинорепортёр.ру») счёл «Женщину в доме» нетрадиционной и тонкой пародией — «экранизацией смехотворно плохой несуществующей книги». Для Ярослава Забалуева («Москвич MAG») это «абсурдистский триллер», который мог бы стать культовым, если бы попал в руки к «чуть более мастеровитым авторам».